# Мар’їно (Воскресенський район)
Мар’їно (рос. Марьино) — присілок в Воскресенському районі Нижньогородської області Російської Федерації.
Населення становить 33 особи. Входить до складу муніципального утворення Нахратовська сільрада.

## Історія
Від 2009 року входить до складу муніципального утворення Нахратовська сільрада.

## Населення
| 1999 | 2002 | 2010 |
| ---- | ---- | ---- |
| 65   | ↘62  | ↘33  |